# 44 Inch Chest
Pour plus de détails, voir Fiche technique et Distribution.
44 Inch Chest est un film britannique réalisé par Malcolm Venville (en) sorti en 2009.
Écrit par Louis Mellis et David Scinto (Sexy Beast) et produit par Richard Brown et Steve Golin (Babel, Eternal Sunshine of the Spotless Mind), le film a pour principaux interprètes  Ray Winstone, John Hurt, Tom Wilkinson et Ian McShane. La musique est une collaboration de Angelo Badalamenti et Massive Attack.

## Synopsis
Un gangster anglais se venge de sa femme adultère en kidnappant son jeune fiancé français.

## Fiche technique
- Pays d'origine :  Royaume-Uni
- Tournage : du 26 mai 2008 au 13 juillet 2008
- Genre : Film dramatique, film de gangsters

## Distribution
- Ray Winstone : le mari
- Ian McShane : Meredith
- John Hurt : Old Man Peanut
- Tom Wilkinson : Archie
- Stephen Dillane : Mal
- Joanne Whalley : Liz
- Melvil Poupaud : le fiancé français
- Edna Doré : la mère d'Archie